# Station Gresswiller
Station Gresswiller is een spoorwegstation in de Franse gemeente Gresswiller.